# Ішмухаметово (Федоровський район)
Ішмухаме́тово (рос. Ишмухаметово, башк. Ишмөхәмәт) — присілок у складі Федоровського району Башкортостану, Росія. Входить до складу Бала-Четирманської сільської ради.
Населення — 73 особи (2010; 88 в 2002).
Національний склад:
- башкири — 100%